# Hospice de Salers
L'hospice de Salers, également appelé Fondation Lizet ou maison des Missionnaires, est un bâtiment situé en France, dans la commune de Salers, en région Auvergne-Rhône-Alpes.

## Localisation
Le monument se trouve à Malprangère (ou pré du Muratel) à Salers.

## Historique
L'hospice, construit en 1734 pour les prêtres de mission en Auvergne, fut saisi pendant la Révolution et racheté par les pères missionnaires en 1796. Sa chapelle, datant de 1767, présente des pilastres corinthiens et un fronton triangulaire,.

### Protection
La façade de la chapelle, la façade de l'hospice et l'escalier en bois avec sa rampe sont inscrits au titre des monuments historiques par arrêté du 29 juin 1951.

## Description
L'intérieur est divisé en trois travées et le chœur donne sur une abside à pans coupés. L'hospice possède deux étages, avec des fenêtres à arcs et une porte d'entrée menant à un vestibule avec un escalier en bois.